# Brandkopf (Fall)
Der Brandkopf ist der westlichste Gipfel auf dem Bergzug des Schergenwieser Bergs, welcher dort den Sylvensteinspeicher im Süden vom Isartal nach Lenggries im Norden trennt.
Der licht bewaldete Gipfel lässt sich nur weglos erreichen, z. B. auf der Südseite ab der verfallenen Röthenbachalm. 

## Galerie

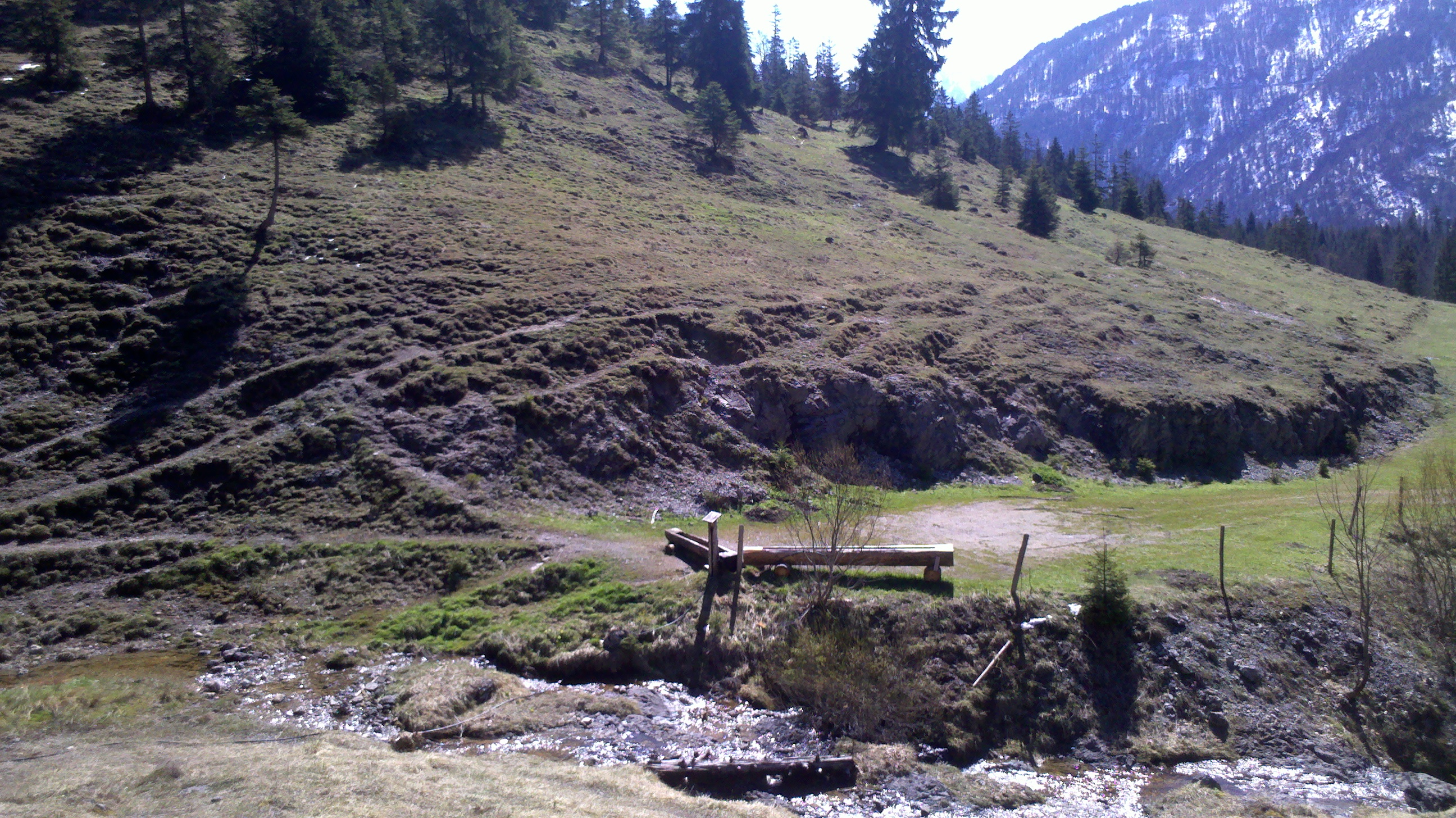
Verfallene Röthenbachalm auf der Südseite
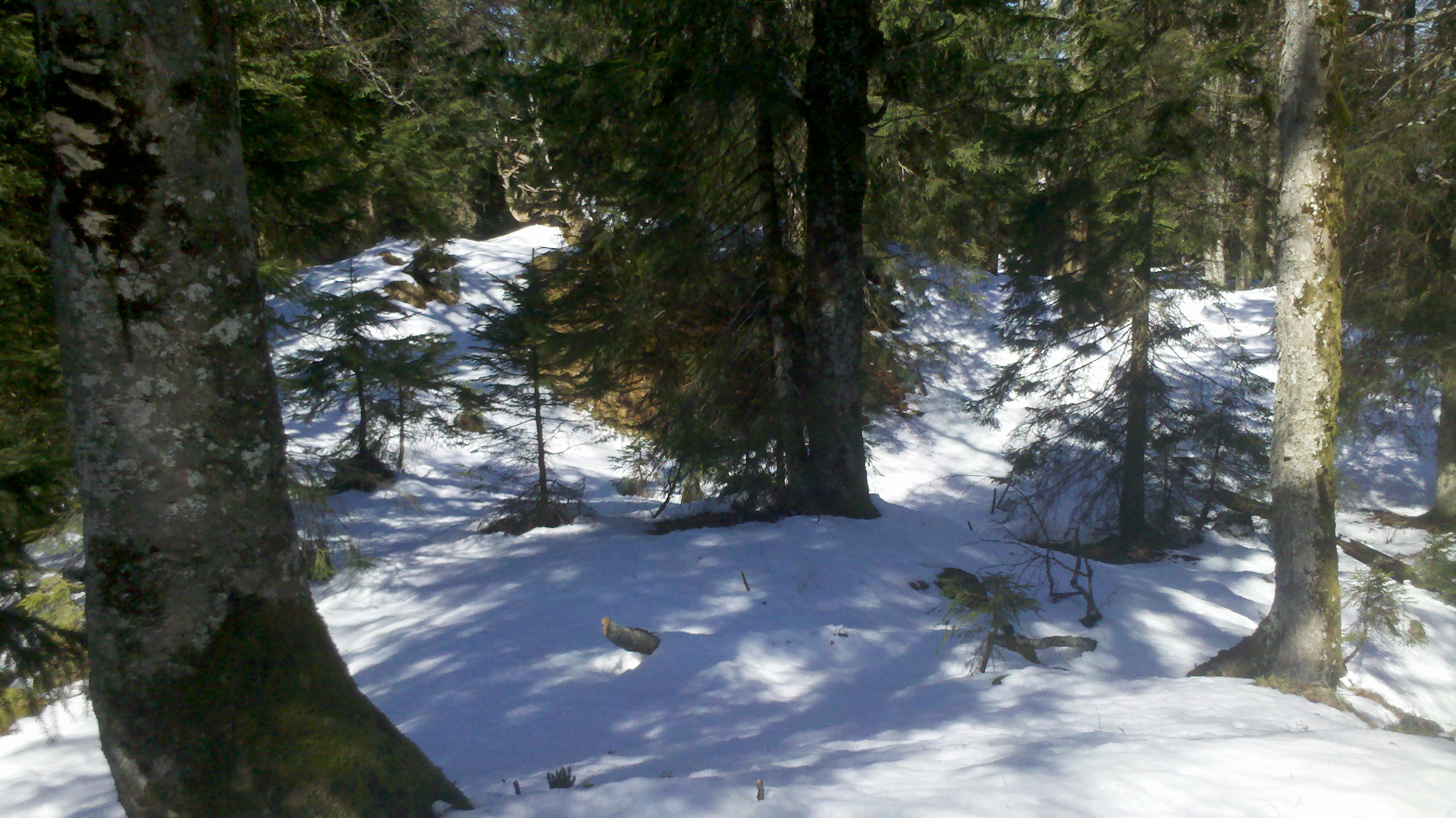
Gipfelbereich